# Antevorta

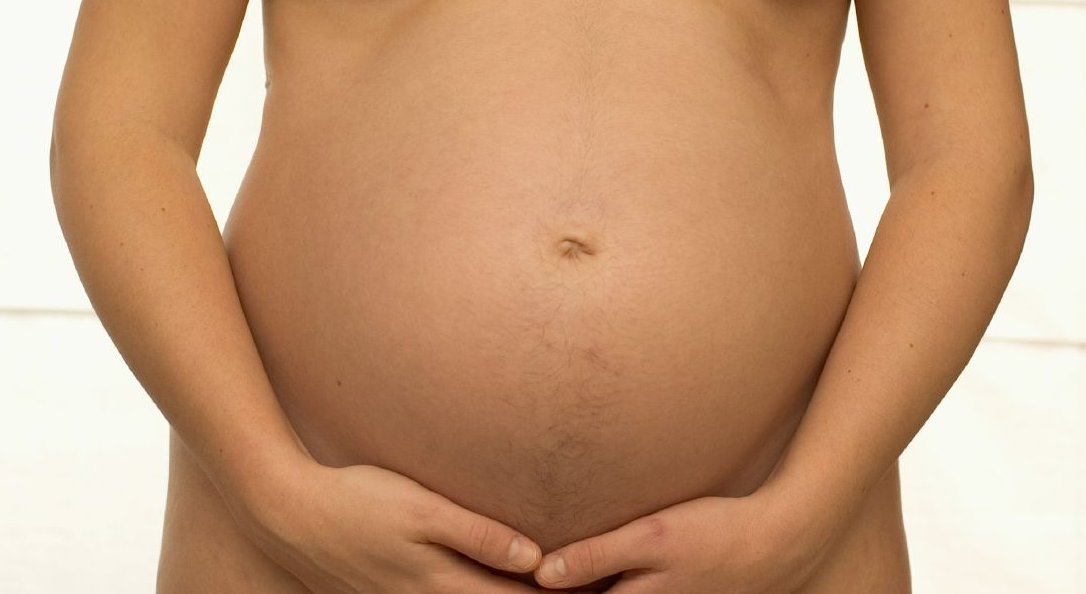
Antevorta era invocada per les dones embarassades.

Antevorta fou una deessa romana esmentada també com Porrima o Prorsa. Era germana de Postvorta i les dues germanes eren acompanyants o assistents de la deessa Carmenta.
Segons Ovidi les acompanyants de Carmenta es deien Porrima i Postverta; però segons Gai Juli Higí es deien Antevorta i Postvorta Aquests noms estaven en relació amb la seva qualitat de moires, les divinitats que tenien poder sobre el destí de les persones. El nom d'Antevorta, com indica el prefix llatí ante- expressa la capacitat de veure amb antelació el que passaria amb la vida d'una persona. Les tres divinitats eren invocades conjuntament per les dones embarassades que desitjaven un destí favorable per als nens que havien de néixer. Segons Georg Wissowa, Antevorta era invocada per separat i abans del part només per demanar que la transició cap a la vida fos segura i aquesta podria ser una de les raons perquè la Carmentàlia se celebrés en dos dies separats. Es deia que Antevorta estava present als naixements quan els nens sortien amb el cap per davant i la seva germana, Postverta, quan venien amb les cames per davant. El segon nom, Porrima, ve de l'expressió "quod porro fuerat cecinisse putatur", de l'adverbi porrō, «per endavant».